# Ḥarmala ibn Kāhil
Ḥarmala ibn Kāhil al-Asadī al-Kūfī (in arabo حرملة بن كاهل الأسدي الكوفي‎?; Kufa, ... – Kufa, 685) è stato un guerriero filo-omayyade.
Viene ricordato come colui che uccise il 10 ottobre 680, corrispondente all'8 Dhu l-Hijja dell'anno dell'Egira 61, 'Ali al-Asghar ibn al-Husayn, figlio appena nato del nipote di Maometto, al-Ḥusayn b. ʿAlī, nella battaglia di Kerbelāʾ.
Quando al-Ḥusayn fu affrontato a Kerbelāʾ dalle forze armate inviate dal Walī di Kufa, ʿUbayd Allāh b. Ziyād, su ordine del secondo califfo omayyade Yazīd I, e fu costretto a impegnarsi in quella che viene chiamata battaglia di Kerbelāʾ (che fu però niente più di un cruento massacro, vista la sproporzione delle forze contendenti e la presenza nelle file di al-Ḥusayn tra uomini, schiavi, donne e bambini), il nipote del Profeta, ʿAlī, si mosse a cavallo all'affannosa ricerca di acqua per il figlioletto malato e assetato, di appena sei mesi.
Ḥarmala ne approfittò per scagliare una freccia a tre punte, che colpì il neonato al collo.
Fu più tardi ucciso a sua volta dalle forze dell'alide al-Mukhtār al-Thaqafī, che vendicò ogni persona presente a Kerbelāʾ responsabile della morte di al-Ḥusayn e della sua famiglia.